# Harry Potter und die Heiligtümer des Todes
Harry Potter und die Heiligtümer des Todes (Originaltitel: Harry Potter and the Deathly Hallows) ist der siebte und, wie die Autorin Joanne K. Rowling bekanntgegeben hat, letzte Band der Harry-Potter-Reihe. Englischsprachige Ausgaben erschienen weltweit am 21. Juli 2007 in verschiedenen Verlagen für den kanadischen, US-amerikanischen und den Weltmarkt (bei Bloomsbury Publishing). Unter anderem erschienen Erwachsenen- und Hörbuchausgaben gleichzeitig. Die deutsche Übersetzung erschien am 27. Oktober 2007 im Carlsen Verlag. Wie auch für alle anderen deutschsprachigen Harry-Potter-Bände hat Klaus Fritz die Übersetzung angefertigt und Sabine Wilharm das Cover gestaltet.
Bis heute wurden weltweit schätzungsweise 50 Millionen Exemplare des Buches verkauft, womit es zu den meistverkauften Büchern der Welt zählt.

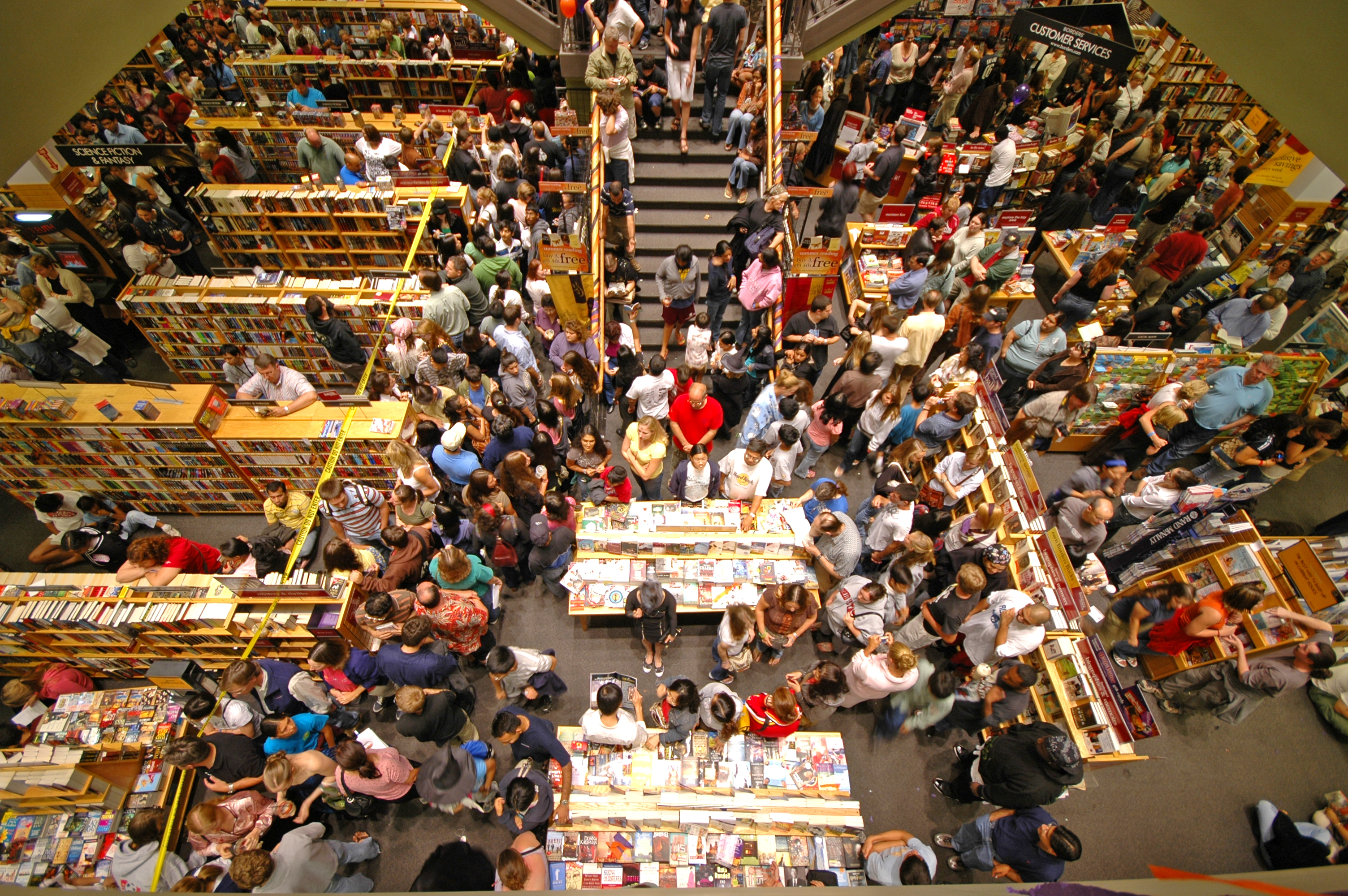
Fans warten fünf Minuten vor Mitternacht in einem kalifornischen Buchladen auf den Verkaufsstart des Romans.

## Inhalt

### Handlung

#### Einleitung
Bei einem Treffen zwischen Lord Voldemort und seinen Todessern im Haus der Malfoys teilt Severus Snape wichtige Informationen über die bevorstehende Flucht Harrys aus dem Haus der Dursleys mit: Der Orden des Phönix plane demnach, Harry am kommenden Samstag bei Sonnenuntergang zum Haus eines der Mitglieder zu bringen, da das Haus der Dursleys ihm bald keinen Schutz mehr bietet. Ein Zauber bewirkt, dass Voldemort Harry an dem Ort, den Harry als Zuhause bezeichnet, nicht berühren oder schädigen kann. Dieser Zauber endet, wenn Harry sein 17. Lebensjahr vollendet hat. Da er beabsichtigt, Harry persönlich zu töten, beschließt Voldemort, beim geplanten Angriff mitzuwirken. Der Todesser Yaxley berichtet außerdem von der geplanten Übernahme des Zaubereiministeriums. Dazu hat Yaxley auch den hohen Ministeriumsbeamten Pius Thicknesse, der später Zaubereiminister wird, mit dem Imperius-Fluch unter seine Kontrolle gebracht. Während des Treffens tötet Voldemort die Hogwarts-Lehrerin Charity Burbage durch einen Todesfluch.
Der Orden des Phönix beschließt, Vielsaft-Trank einzusetzen, um mögliche Gegner während Harrys Eskorte zu verwirren. So nehmen mehrere Mitglieder des Ordens Harrys Aussehen an. Jeder der falschen Harrys wird von einem erfahrenen Zauberer begleitet; der echte Harry reist mit Hagrid. Kurz nach Verlassen des Hauses auf Flugbesen, Thestralen und einem verzauberten Motorrad kreist sie in der Luft eine Schar Todesser ein und trennt die Gruppe. Der echte Harry wird schließlich identifiziert und von Voldemort persönlich angegriffen, was jedoch ähnlich misslingt wie am Ende von Harry Potter und der Feuerkelch. Mit knapper Not erreichen Harry und Hagrid das sichere Versteck, den Fuchsbau. George Weasley verliert durch einen Fluch von Severus Snape ein Ohr und Alastor Moody stirbt durch Voldemorts Zauber.
Während des Aufenthaltes im Fuchsbau bekräftigen Ron Weasley und Hermine Granger ihre Entscheidung, Harry auf seiner Suche nach den Horkruxen zu begleiten. Während dieser Tage besucht sie der Zaubereiminister Rufus Scrimgeour, um ihnen drei Erbstücke des ehemaligen Schulleiters von Hogwarts Albus Dumbledore zu übergeben: Dumbledores Deluminator für Ron und das Buch „Märchen von Beedle dem Barden“ für Hermine. Harry erhält den Schnatz, den er in seinem ersten Quidditch-Spiel in Hogwarts gefangen hat. Das ihm ebenfalls vermachte Schwert von Godric Gryffindor verweigert Scrimgeour ihm jedoch.
Auf der Hochzeit von Bill und Fleur trifft Harry auf Lunas Vater Xenophilius Lovegood, der ein seltsames Zeichen auf seiner Brust trägt. Es handelt sich dabei angeblich um das Symbol des Schwarzmagiers Gellert Grindelwald. Harry kann aber nicht glauben, dass Lunas Vater etwas mit den Dunklen Künsten zu tun hat. Zudem lernt Harry Rons alte Tante Muriel kennen, die ihm Gerüchte über den verstorbenen Schulleiter Dumbledore erzählt. Mitten in dieses Gespräch platzt der Patronus von Kingsley Shacklebolt, der die Nachricht von der Übernahme des Zauberministeriums durch die Todesser und der Ermordung Scrimgeours überbringt und die Hochzeitsgesellschaft vor kommenden Todessern warnt. Augenblicke später greifen diese die Hochzeitsgesellschaft an. Harry, Ron und Hermine können in letzter Sekunde in die Tottenham Court Road von London apparieren. Sie werden kurz darauf von zwei Todessern in einem Café gefunden. Nach einem Kampf fliehen die drei erneut und finden einen zunächst sicheren Unterschlupf im Grimmauldplatz 12. Später stellt sich heraus, dass die Todesser die drei durch ein Tabu, das auf dem Gebrauch des Namens „Voldemort“ liegt, gefunden haben.

#### Die Suche nach den Horkruxen
Grimmauldplatz Nummer 12 wird zum Hauptquartier des Trios. Dort decken sie die Identität von R.A.B. auf: Es handelt sich um Sirius’ Bruder Regulus Arcturus Black, der seinerzeit den Horkrux – das Slytherin-Medaillon – aus Voldemorts Versteck entfernte, mit der Absicht diesen zu zerstören. Dies gelang ihm aber nicht und auch nicht dem alten Hauself Kreacher. Zwischenzeitlich befindet sich das Medaillon jedoch im Besitz von Dolores Umbridge. Nachdem Harry, Hermine und Ron das Zaubereiministerium einen Monat lang ausgespäht haben, dringen sie mit Hilfe des Vielsaft-Tranks dort ein. Harry und Hermine gelingt es, Dolores Umbridge das Medaillon zu entwenden. Zudem befreien sie mehrere muggelgeborene Zauberer, die inzwischen vom Ministerium verfolgt werden, und ermutigen sie, das Land zu verlassen. Auf der Flucht wird ihr Versteck im Grimmauldplatz 12 entdeckt, wodurch sie fortan gezwungen sind, an ständig wechselnden Orten in einem Zelt zu übernachten.
Nach einigen Monaten auf der Flucht belauschen sie die Unterhaltung mehrerer Vogelfreier, unter ihnen der Kobold Griphook. Sie erfahren, dass das Ministerium unwissentlich nur eine Kopie von Gryffindors Schwert besitzt – der Aufbewahrungsort des Originals sei unbekannt. Harry befragt hierzu das Porträt von Phineas Nigellus, eines früheren Schulleiters von Hogwarts, und erfährt, dass Dumbledore das Schwert zur Zerstörung eines der Horkruxe benutzt hat. Da es Harry bisher nicht gelungen ist, das Medaillon zu zerstören, plant er, das echte Schwert zu finden. Nach mehreren Wochen erfolgloser Suche eskaliert ein Streit zwischen Ron und Harry, und Ron verlässt verärgert die Gruppe. Hermine und Harry setzen die Suche zu zweit fort und reisen dazu nach Godric’s Hollow, Harrys Geburtsort. Auf dem dortigen Friedhof besuchen sie die Gräber von Harrys Eltern und Dumbledores Familie. Dabei entdecken sie auf einem alten Grabstein das rätselhafte Symbol, das Harry bei Xenophilius Lovegood gesehen hat. Am zerstörten Haus von Harrys Eltern treffen die beiden auf Bathilda Bagshot, eine Nachbarin des jugendlichen Dumbledore. Sie folgen ihr in der Hoffnung auf Informationen über das Schwert. Doch sie erkennen, dass Voldemorts Schlange Nagini sich des Körpers von Bathilda bedient hat, um Harry aufzulauern und ihn für Voldemort festzusetzen. Die beiden entkommen nur knapp. In dem Getümmel zerbricht Harrys Zauberstab.
Ihre nächste Zuflucht finden Harry und Hermine im Forest of Dean. Eines Nachts führt ein Patronus in Form einer Hirschkuh Harry zu einem zugefrorenen Teich im Wald. Auf dessen Grund entdeckt er das Schwert von Gryffindor und taucht in das eiskalte Wasser, um es zu bergen. Unter Wasser zieht sich die Kette des Slytherin-Medaillons um seinen Hals zusammen und erdrosselt ihn beinahe. Als Harry wieder zu sich kommt, ist Ron bei ihm, der ihn gerettet hat. Mit Hilfe des ihm hinterlassenen Deluminators konnte Ron die beiden anderen finden. Ron zerstört anschließend den Horkrux mit dem Schwert von Gryffindor. Danach entschuldigt er sich für seine Flucht und sie versöhnen sich wieder.

#### Die Heiligtümer des Todes
Ron, Harry und Hermine suchen Xenophilius Lovegood (Lunas Vater) auf, um ihn zu dem Symbol zu befragen, das er auf der Hochzeit getragen hat – ein Dreieck, darin ein Kreis und ein senkrechter Strich. Er verweist auf ein altes Märchen, „Die Geschichte der Drei Brüder“, das Hermine aus ihrem Märchenbuch vorliest. Die Geschichte ist im Buch mit demselben Symbol illustriert.

Das Symbol der Heiligtümer des Todes

Die Geschichte handelt von drei Brüdern, denen einst der Tod persönlich jeweils einen Wunsch erfüllte. Alle drei wollten dabei mit ihren Wünschen den Tod überwinden. Der älteste Bruder wünschte sich einen Zauberstab, der mächtiger sei als alle anderen. Der Tod schnitzte ihm einen Stab aus einem Holunderzweig – den Elderstab (Elder Wand, „elder“ (deutsch Holunder), aber auch älter oder der Älteste). Der zweite wünschte sich die Macht, Tote zu erwecken und bekam den Stein der Auferstehung. Der jüngste schließlich wollte sich vor dem Tod verbergen können und erhielt des Todes eigenen Tarnumhang. Den beiden älteren Brüdern brachten die Geschenke nicht den erhofften Erfolg und so machte sie sich der Tod schnell zu eigen. Der dritte Bruder jedoch lebte lange und in Frieden, bis er als alter Mann den Tarnumhang ablegte und diesen an seinen Sohn weitergab. So fand ihn schließlich der Tod, und er starb.
Der Elderstab, der Stein der Auferstehung und der Tarnumhang sind in der Zauberwelt als die sogenannten „Heiligtümer des Todes“ bekannt, doch kaum jemand glaubt, dass diese wirklich existieren – so anfangs auch Hermine. Doch die Legende hat einen wahren Kern: Harry erkennt, dass er, ohne es zu wissen, seit Jahren im Besitz eines der Heiligtümer ist – dem Tarnumhang, den er von seinem Vater geerbt hat. Doch bevor sie weitere Überlegungen dazu anstellen können, bemerken sie, dass Xenophilius ein Geheimnis vor ihnen verbirgt. Todesser halten seine Tochter Luna als Geisel und er will sie auslösen, indem er Harry, Ron und Hermine ausliefert. Herbeigerufene Todesser greifen das Haus an, doch erneut gelingt ihnen die Flucht.
Kurze Zeit später spricht Harry zum ersten Mal wieder den Namen „Voldemort“ aus. Dies führt zu ihrer sofortigen Entdeckung, da das Wort mit einem Tabu-Fluch belegt wurde. Greifer (Kopfgeldjäger) nehmen sie zusammen mit dem ebenfalls flüchtigen Dean Thomas und dem Kobold Griphook gefangen und bringen sie zum Anwesen der Malfoys. Bellatrix Lestrange erkennt Godric Gryffindors Schwert unter ihren Sachen und gerät in Panik, da dieses sicher in ihrem Verlies in Gringotts liegen sollte. Sie lässt Ron und Harry in den Keller sperren, während sie Hermine unter Folter verhört. Im Keller trifft Harry auf den Zauberstabmacher Ollivander und Luna. Harry sieht in einer Scherbe seines magischen Spiegels ein Auge und bittet um Hilfe. Kurz darauf erscheint Dobby im Verlies und verhilft Dean, Griphook, Luna und Ollivander zur Flucht. Ron und Harry befreien Hermine; dabei besiegt Harry Draco Malfoy im Duell. Der zurückgekehrte Dobby rettet auch das Trio und bringt es zu Fleurs und Bills Haus an der Küste Englands. Dabei verletzt ein von Bellatrix Lestrange geschleudertes Messer Dobby jedoch schwer und er stirbt. Später begräbt Harry Dobby. Ollivander bestätigt Harry, dass sein Zauberstab irreparabel zerstört ist. Harry benutzt stattdessen den Zauberstab, den er Draco Malfoy abgenommen hat.
Aus Bellatrix’ panischer Reaktion auf das Schwert folgern die drei, dass sich in ihrem Verlies in der Zaubererbank Gringotts ein weiterer Horkrux befindet. Zusammen mit Griphook, der früher in Gringotts gearbeitet hat, brechen sie dort ein und können unter größter Gefahr den nächsten Horkrux, Helga Hufflepuffs Kelch, sichern. Die drei fliehen auf dem Rücken eines erblindeten Drachen, der die ältesten Verliese der Bank bewachte.
Durch die noch immer bestehende Verbindung zwischen Harrys und Voldemorts Seelen ist es Harry möglich, Voldemorts Gedanken zu lesen, wenn dieser sehr aufgeregt ist. So findet er heraus, dass Voldemort den Elderstab inzwischen an sich gebracht hat und dass sich der letzte Horkrux in Hogwarts befindet. Da Voldemort wegen des Einbruchs bei Gringotts nun begriffen hat, dass Harry auf der Suche nach seinen Horkruxen ist, will er die übrigen Verstecke überprüfen – zuletzt das in Hogwarts, welches er als den sichersten Aufbewahrungsort ansieht. Harry, Ron und Hermine bleibt somit nicht mehr viel Zeit, den Horkrux in Hogwarts zu finden. Sie apparieren nach Hogsmeade und werden dort beinahe entdeckt, da das Dorf einer Ausgangssperre unterliegt. Dumbledores Bruder Aberforth versteckt sie in seinem Gasthof und erzählt ihnen von der Jugendfreundschaft zwischen Dumbledore und Gellert Grindelwald. Außerdem erfahren sie, dass es Aberforth war, der Dobby zu ihrer Rettung aus dem Landsitz der Malfoys schickte und dessen Auge in der Spiegelscherbe stets zu sehen war. Er zeigt ihnen den einzigen nicht überwachten Weg nach Hogwarts, einen Geheimgang von seinem Pub in den Raum der Wünsche. Dort erwarten Harry fast alle Mitglieder von Dumbledores Armee (DA). Neville Longbottom ruft auch die ehemaligen Mitglieder herbei, die den Orden des Phönix benachrichtigen. Mit Lunas Hilfe macht Harry sich auf die Suche nach dem in Hogwarts vermuteten Horkrux – dem verlorenen Diadem Rowena Ravenclaws.

#### Die Schlacht von Hogwarts
Professor McGonagall schlägt Schulleiter Severus Snape in die Flucht. Die eintreffenden Mitglieder des Ordens, die Lehrer und die DA organisieren danach die Evakuierung der jüngeren Schüler und die Verteidigung von Hogwarts. Voldemort stellt das Ultimatum, wenn Harry sich ihm ausliefere, würde er alle anderen verschonen, um nicht zu viel magisches Blut zu vergießen. Doch die verbleibenden Verteidiger entscheiden sich für den Kampf, um Harry Zeit für seine Aufgabe zu geben. In der Zwischenzeit zerstören Ron und Hermine in der Kammer des Schreckens Helga Hufflepuffs Kelch mit dem Giftzahn des dort getöteten Basilisken. Die Schlacht beginnt und Harry erkennt, dass der gesuchte Horkrux im Raum der verborgenen Dinge versteckt sein muss, einer speziellen Erscheinungsform des Raums der Wünsche, von dem Voldemort glaubt, dass nur er ihn kennt. Zusammen mit Hermine und Ron betritt er den Raum, wo ihnen jedoch Draco Malfoy, Crabbe und Goyle auflauern. Crabbe bewirkt einen Dämonsfeuer-Zauber, der den Raum vollständig ausbrennt. Dabei wird auch der Horkrux vernichtet. Harry, Ron und Hermine retten Draco und Goyle, als sie den brennenden Raum verlassen. Crabbe kommt in seinem eigenen Feuer um. Als letzter Horkrux verbleibt nun Voldemorts Schlange Nagini.
Harry liest Voldemorts Gedanken und erkennt, dass dieser sich in der Heulenden Hütte aufhält. Gemeinsam mit Ron und Hermine belauscht er dort ein Gespräch zwischen Voldemort und Snape. Er erfährt, dass der Elderstab Voldemort nicht so diene wie erhofft, da Voldemort nicht sein wahrer Meister sei. Nur derjenige, der den vormaligen Besitzer des Elderstabs getötet habe, könne laut Voldemort dessen neuer Meister sein. Im Glauben, Snape, der mit Dumbledore den letzten Besitzer getötet hat, sei der Meister des Zauberstabs, lässt Voldemort Nagini auf Snape los. Danach verlässt er die Hütte. Sterbend überlässt Snape Harry einen Teil seiner Erinnerungen für das Denkarium, während Voldemort ein weiteres Ultimatum stellt: Der Angriff werde für eine Stunde unterbrochen, dann solle Harry zum Duell im Verbotenen Wald erscheinen. Snapes Erinnerungen erklären Dumbledores unerschütterliches Vertrauen in Snape, der von Anfang an Dumbledores Doppelagent und ihm immer absolut treu ergeben war. Selbst Dumbledores „Ermordung“ geschah auf dessen ausdrücklichen Wunsch, auch weil Dumbledore durch sein unvorsichtiges Anlegen des Horkrux-Rings mit einem Fluch belegt wurde, der ihm nur noch etwa ein Jahr zu leben ließ. Snape liebte Harrys Mutter Lily seit beider Kindheit und konnte sich seinen Verrat an ihr nie verzeihen. Snape hatte auch die Patronus-Hirschkuh, die Harry das Schwert Gryffindors zeigte, gesendet und vorher das Schwert im Weiher abgelegt. Harry erfährt weiter, dass er seit der Ermordung seiner Eltern durch Voldemort selbst einen Teil von Voldemorts Seele in sich trägt, der nur vernichtet werden kann, wenn Harry sich von Voldemort töten lässt. Harry beschließt, sich zu opfern, und begibt sich in den Wald. Unterwegs erteilt er Neville den Auftrag, Voldemorts Schlange Nagini zu töten. Es gelingt ihm, den Schnatz zu öffnen, den Dumbledore ihm vererbt hat. Darin findet er den entzweigebrochenen Stein der Auferstehung, den er benutzt, um Schatten seiner Eltern, seines Patenonkels Sirius und Lupins herbeizurufen. Sie geleiten ihn auf seinem letzten Gang und machen ihm Mut.
Harry leistet keine Gegenwehr, als Voldemort ihn mit dem Todesfluch belegt. Er findet sich in einer Art Zwischenwelt wieder, wo er Dumbledore trifft, der ihm seine Lebensgeschichte erzählt sowie seinen scheinbaren Verrat erklärt. Wie geplant, ist Harry nicht tot, weil ein Teil des Schutzes seiner Mutter auch in Voldemort lebe, seit dieser sein Blut zur Wiederauferstehung benutzt habe. So lebe das Opfer von Harrys Mutter in Voldemort weiter, und Harry könne nicht sterben, solange Voldemort lebt. Der erneute Versuch, Harry zu töten, habe den so nie geplanten siebten und letzten Horkrux in Harry vernichtet. Jetzt habe er die Wahl zwischen Weiterleben und -kämpfen oder dem Tod.
Zurück im Leben stellt sich Harry tot. Voldemort belegt den vermeintlich Toten mit dem Cruciatus-Fluch, der diesem aber keine Schmerzen zufügt. Voldemort begibt sich mit seiner Gefolgschaft zum Schloss. Dabei muss Hagrid, den die Todesser vorher gefangen genommen haben, Harry tragen. Da sich Voldemort nun sicher glaubt, hat er den magischen Schutzkäfig um Nagini aufgehoben. Doch auch jetzt beabsichtigen die Verteidiger des Schlosses nicht aufzugeben. Neville lehnt die Unterwerfung unter Voldemorts Regime ab, woraufhin dieser ihn mit dem herbeigerufenen Sprechenden Hut erniedrigt. Zu aller Überraschung greifen nun die Zentauren an, die sich bislang aus den Kämpfen herausgehalten haben. Andere magische Tiere des Waldes wie Thestrale und Sirius’ Hippogreif Seidenschnabel sowie Hagrids Halbbruder Grawp und weitere inzwischen hinzugekommene Zauberer unterstützen sie. In dem Durcheinander versteckt sich Harry unter seinem Tarnumhang. Neville gelingt es, das Schwert Godric Gryffindors aus dem Sprechenden Hut zu ziehen, Nagini zu enthaupten und damit den letzten Horkrux zu vernichten. In den Kampf in der großen Halle des Schlosses greifen auch die Hauselfen ein, die Kreacher anführt.
Die Verteidiger Hogwarts’ schlagen die Todesser zurück, sodass schließlich nur noch Voldemort und Bellatrix kämpfen. Molly Weasley gelingt es, Bellatrix zu töten, als diese versucht, ihre Tochter anzugreifen. Harry legt nun den Tarnumhang ab und tritt wieder in Erscheinung, um Voldemort im entscheidenden Kampf gegenüberzutreten. Er erklärt Voldemort, dass dieser nicht der Meister des Elderstabes sei, sondern Harry. Denn Draco Malfoy hatte Dumbledore schon vor Snapes Todesfluch besiegt, indem er ihm den mächtigen Zauberstab magisch abgenommen habe. Draco, dem die Tragweite seines Entwaffnungszaubers „Expelliarmus“ nie bewusst war, sei vor einigen Wochen, im Herrenhaus der Malfoys, seinerseits von Harry selbst besiegt worden und dessen Zauberstab diene jetzt Harry. Harry Potter macht ihm klar, dass sein freiwilliges Opfer im Wald alle Menschen nun mit dem gleichen Schutzzauber vor ihm ausgestattet hat, mit dem dereinst seine Mutter ihn vor Voldemort gerettet hat. Als es zum Duell kommt, zeigt Harrys Entwaffnungszauber dadurch Wirkung. Voldemorts Todesfluch prallt auf ihn selbst zurück und er stirbt endgültig.
Während der Siegesfeier besuchen Harry, Ron und Hermine erneut das Büro des Schulleiters und sprechen dort mit Dumbledores Porträt über die Bedeutung der Heiligtümer des Todes. Im Gegensatz zu Dumbledore ist Harry ihrer gefährlichen Faszination nicht erlegen. Statt zu versuchen, die Heiligtümer gegen Voldemort zu richten, hat er an dem Plan festgehalten, Voldemort über seine Horkruxe zu zerstören. Obwohl er nun rechtmäßiger Eigentümer und damit Meister aller Heiligtümer (den Auferstehungsstein hat er allerdings bereits im Wald weggeworfen) ist, entscheidet sich Harry, nur den Tarnumhang zu behalten und den Elderstab in Dumbledores Grab zurückzulegen, nachdem er seinen zerstörten eigenen Zauberstab damit repariert hat. Sollte Harry bis zu seinem Tod nicht mehr bezwungen werden, wäre niemand mehr in der Lage, die ganze Macht des Stabes zu nutzen.

#### Epilog
(Nach Angabe von J. K. Rowling wurde dieses letzte Kapitel bereits bei der Entstehung des 1. Bandes verfasst, vor der Veröffentlichung aber überarbeitet.)

Im Epilog, der 19 Jahre später spielt, haben Harry und Ginny Weasley sowie Ron und Hermine geheiratet. Harrys und Ginnys Kinder heißen James Sirius, Albus Severus und Lily Luna; die Kinder von Ron und Hermine Rose und Hugo. Zu Schuljahresbeginn treffen sich alle am Hogwarts-Express. Während Lily und Hugo noch zu jung sind, um mitzukommen, besteigen die anderen den Zug nach Hogwarts. Im Bahnhof wird Harry kurz von Draco Malfoy gegrüßt, der seinen Sohn Scorpius begleitet. Harry hat seine Narbe nun seit 19 Jahren nicht mehr gespürt. Das Buch endet mit den Worten: „Alles war gut“ (im Original: „All was well“).

### Liste der getöteten Figuren
In diesem Buch sterben mehr Figuren als in jedem anderen Buch der Reihe. Die namentlich bekannten Getöteten sind in der folgenden Liste aufgeführt.
| Figuren                           | getötet von | Todesursache                                                                                            | Todeszeit und -ort                                                     |
| --------------------------------- | --- | --- | ---------------------------------------------------------------------- |
| Charity Burbage                   | Lord Voldemort | Avada Kedavra                                                                                           | Versammlung der Todesser im Malfoy-Anwesen                             |
| Hedwig, Harrys Schneeeule         | einem Todesser | Avada Kedavra                                                                                           | Bei der Flucht aus Little Whinging                                     |
| Alastor „Mad-Eye“ Moody           | Lord Voldemort | Avada Kedavra                                                                                           | Bei der Flucht aus Little Whinging                                     |
| Bathilda Bagshot                  | Lord Voldemort | unbekannt                                                                                               | Godric's Hollow, einige Zeit vor Harrys und Hermines Besuch            |
| Gregorowitsch                     | Lord Voldemort | Avada Kedavra                                                                                           | Gregorowitschs Haus                                                    |
| Ted Tonks                         | Greifern (Kopfgeldjäger) | Unbekannt                                                                                               | Bei der Suche nach den „Schlammblütern und den Blutsverrätern“         |
| Dirk Cresswell                    | Greifern (Kopfgeldjäger) | Unbekannt                                                                                               | Bei der Suche nach den „Schlammblütern und den Blutsverrätern“         |
| Gornuk, Kobold                    | Greifern (Kopfgeldjäger) | Unbekannt                                                                                               | Bei der Suche nach den „Schlammblütern und den Blutsverrätern“         |
| Rufus Scrimgeour                  | Lord Voldemort oder auf seinen Befehl                                                                                                   | Unbekannt                                                                                               | Während der Machtübernahme des Ministeriums durch die Todesser         |
| Gellert Grindelwald               | Lord Voldemort | Avada Kedavra                                                                                           | Gefängnis Nurmengard                                                   |
| Peter Pettigrew alias Wurmschwanz | von seiner Silberhand, die er von Voldemort bekam, da er einen Hauch Mitgefühl für Harry empfand, da Wurmschwanz in Harrys Schuld steht | Strangulation                                                                                           | Im Keller vom Malfoy-Anwesen                                           |
| Dobby, Hauself                    | Bellatrix Lestrange | erstochen von Bellatrix' geschleudertem Messer                                                          | Während der Flucht vom Malfoy-Anwesen                                  |
| Remus Lupin                       | Antonin Dolohow | Unbekannt                                                                                               | Die Schlacht von Hogwarts                                              |
| Nymphadora Tonks (verh. Lupin)    | Bellatrix Lestrange | Unbekannt                                                                                               | Die Schlacht von Hogwarts                                              |
| Vincent Crabbe                    | sich selbst durch einen Unfall | Dämonsfeuer (Zauberspruch)                                                                              | Die Schlacht von Hogwarts, im Raum der Wünsche                         |
| Fred Weasley                      | Todesser | Explosion durch nicht spezifizierten Zauberspruch, bei dem ein Korridor in Hogwarts teilweise einstürzt | Die Schlacht von Hogwarts                                              |
| Severus Snape                     | Nagini | gebissen von Nagini, auf Befehl von Voldemort                                                           | Die Schlacht von Hogwarts, in der Heulenden Hütte                      |
| Colin Creevey                     | Unbekannt | Unbekannt                                                                                               | Die Schlacht von Hogwarts                                              |
| Nagini, Voldemorts Schlange       | Neville Longbottom | Enthauptet durch Godric Gryffindors Schwert                                                             | Die Schlacht von Hogwarts                                              |
| Bellatrix Lestrange               | Molly Weasley | nicht spezifizierter Zauberspruch                                                                       | Die Schlacht von Hogwarts                                              |
| Lord Voldemort                    | Harry Potter | Abblocken des Avada Kedavra durch den Elderstab mit dem Entwaffnungszauber Expelliarmus                 | Die Schlacht von Hogwarts Das Finale Harry Potter gegen Lord Voldemort |

Bei der Schlacht von Hogwarts sterben insgesamt 54 Menschen, die gegen Voldemort kämpfen und eine unbekannte Zahl auf Voldemorts Seite.
Es werden im Verlauf des Buches auch einige Muggel auf zum Teil unbekannte Weise getötet.

### Liste der gefundenen Horkruxe
| Horkrux                                            | Erschaffen durch den Tod von  | Fundort | Zerstört durch     | Wie | Wo zerstört                                                       |
| -------------------------------------------------- | ----------------------------- | --- | ------------------ | --- | ----------------------------------------------------------------- |
| Tom Riddles Tagebuch                               | Maulende Myrte                | Malfoy-Anwesen (von Lucius Malfoy in Ginnys Zauberkessel gelegt) | Harry Potter       | Reißzahn des Basilisken                                                                                        | Kammer des Schreckens in Hogwarts (Buch 2)                        |
| Marvolo [Vorlost] Gaunts Ring (Auferstehungsstein) | Tom Riddle Senior             | Marvolo [Vorlost] Gaunts Haus in Little Hangleton | Albus Dumbledore   | Godric Gryffindors Schwert                                                                                     | Schulleiterbüro in Hogwarts (zeitlich zwischen Buch 5 und Buch 6) |
| Salazar Slytherins Medaillon                       | unbekannt                     | Eine Höhle an der englischen Küste (geborgen von Regulus Black, aufbewahrt von Kreacher, gestohlen von Mundungus Fletcher, abgepresst durch Dolores Umbridge, zurückgeholt von Harry Potter und Hermine Granger) | Ron Weasley        | Godric Gryffindors Schwert                                                                                     | Forest of Dean (Buch 7)                                           |
| Helga Hufflepuffs Kelch                            | Hepzibah Smith                | Bellatrix Lestranges Verlies in Gringotts | Hermine Granger    | Reißzahn des Basilisken                                                                                        | Kammer des Schreckens in Hogwarts (Buch 7)                        |
| Diadem von Rowena Ravenclaw                        | einem albanischen Kleinbauern | Raum der Wünsche in Hogwarts | Vincent Crabbe     | Dämonsfeuer (Zauberspruch)                                                                                     | Raum der Wünsche in Hogwarts (Buch 7)                             |
| Harry Potter                                       | Lily Potter (unabsichtlich)   | – | Lord Voldemort     | Avada Kedavra (Während durch den Fluch der Horkrux in Harry zerstört wurde, hatte Harry die Wahl zu überleben) | Verbotener Wald bei Hogwarts (Buch 7)                             |
| Nagini                                             | Bertha Jorkins                | bei Lord Voldemort | Neville Longbottom | Godric Gryffindors Schwert                                                                                     | Auf dem Schulgelände von Hogwarts (Buch 7)                        |

Das letzte (achte) Stück von Tom Riddles Seele blieb in Voldemort und wurde durch ihn selbst zerstört, als ein Todesfluch, den er auf Harry Potter richtete, auf ihn selbst zurückfiel.

## Auflage und Ausgaben
Bereits vor dem Erscheinungstermin wurde das Buch weltweit 1,6 Millionen Mal vorbestellt, womit der siebte Teil seinen Vorgänger überholte. In Deutschland lagen zum Verkaufsstart insgesamt 450.000 Vorbestellungen vor, davon alleine 270.000 beim Online-Buchhändler Amazon. In den ersten fünf Jahren nach dem Erscheinen wurden weltweit 44 Millionen Exemplare verkauft. Die Erstauflage der britischen Ausgabe vom Bloomsbury-Verlag umfasste 2,6 Millionen Exemplare, die deutschsprachige Erstauflage vom Carlsen Verlag sollte nach Angaben der Druckerei Clausen & Bosse in Leck (Nordfriesland) 3 Millionen Exemplare betragen. Dort wurden 800.000 Exemplare gedruckt, weitere Großdruckereien in Ulm und in Thüringen wurden beauftragt. Mitte Oktober hieß es, der Verlag habe wegen der großen Nachfrage noch einmal nachbestellt.
Die US-amerikanische Ausgabe vom Scholastic-Verlag erschien in den USA mit einer Startauflage von 14 Millionen Exemplaren. Die Auflagenzahl der kanadischen Ausgabe wird vom Verleger Raincoast Books geheim gehalten. Die Höhe der Auflage in den USA übertrifft den bisherigen Rekord aus dem Jahr 2005, als der sechste Harry-Potter-Band mit einer Startauflage von 10,8 Millionen erschien. Die Verkaufszahlen erreichten wieder einen neuen Rekord, in den ersten 24 Stunden wurden 8,3 Millionen Exemplare verkauft, nach 10 Tagen waren es sogar 11,5 Millionen.
Die US-amerikanische Ausgabe von Scholastic umfasst 759 Seiten, was deutlich über der Zahl des sechsten Bandes (672), aber auch deutlich unter den 870 Seiten des fünften Bandes liegt. Die Seitenzahl der britischen Ausgabe liegt bei 607, genauso viele wie beim sechsten Band. Die Diskrepanz in der Seitenanzahl zur amerikanischen Ausgabe entsteht dadurch, dass die Seitenanzahl der britischen Ausgabe durch entsprechende Formatierung geringer ist, um die Umwelt zu schonen. Zudem gibt es zu jeder Kapitelüberschrift in der US-amerikanischen Ausgabe eine kleine Illustration. Die deutsche Ausgabe umfasst lt. Carlsen Verlag 736 Seiten.
Eine Teilauflage der britischen Ausgabe wurde in der Druckerei GGP Media in Pößneck (Thüringen) gedruckt.

### Englische Ausgaben
- J. K. Rowling: Harry Potter and the Deathly Hallows. Bloomsbury, London 2007, ISBN 0-7475-9105-9. (Gebundene Ausgabe) (5 Wochen lang im Jahr 2007 auf dem Platz 1 der Spiegel-Bestsellerliste)
- J. K. Rowling: Harry Potter and the Deathly Hallows. Bloomsbury, London 2007, ISBN 0-7475-9106-7. (Gebundene Ausgabe für Erwachsene)

### Deutsche Ausgaben
- J. K. Rowling: Harry Potter und die Heiligtümer des Todes. Carlsen, Hamburg 2007, ISBN 3-551-57777-3. (Gebundene Ausgabe) (11 Wochen lang in den Jahren 2007 und 2008 auf dem Platz 1 der Spiegel-Bestsellerliste)
- J. K. Rowling: Harry Potter und die Heiligtümer des Todes. Carlsen, Hamburg 2007, ISBN 3-551-55700-4. (Gebundene Ausgabe für Erwachsene)
- J. K. Rowling: Harry Potter und die Heiligtümer des Todes. Carlsen, Hamburg 2010, ISBN 978-3-551-55577-9. (Broschur)
- J. K. Rowling: Harry Potter und die Heiligtümer des Todes. Carlsen, Hamburg 2018, ISBN 978-3-551-55747-6. (Gebundene Neuauflage zum 20. Jubiläum der deutschen Ausgaben)

### Hörbücher
Englische Fassungen
- J. K. Rowling: Harry Potter and the Deathly Hallows. Bloomsbury Publishing, London 2007, ISBN 0-7475-9109-1. (UK-Fassung, Sprecher Stephen Fry)
- J. K. Rowling: Harry Potter and the Deathly Hallows. Listening Library, 2007, ISBN 0-7393-6038-8. (US-Fassung, Sprecher Jim Dale)

Deutsche Fassungen
- J. K. Rowling: Harry Potter und die Heiligtümer des Todes. Der Hörverlag, München 2008, ISBN 3-86717-169-6. (Sprecher Rufus Beck)
- J. K. Rowling: Harry Potter und die Heiligtümer des Todes. Der Hörverlag, München 2009, ISBN 978-3-899-40828-7. (neu gelesene Fassung, Sprecher Felix von Manteuffel)

## Verfilmung
Der siebte Band der Harry-Potter-Reihe wurde, anders als die Bücher zuvor, in zwei Teilen verfilmt.